# Lijst van binnenwateren in België
Deze onvolledige lijst bevat enkele belangrijke binnenwateren in België:
- Albertkanaal
- Kanaal Bocholt-Herentals
- Damse Vaart
- Kanaal Dessel-Turnhout-Schoten
- Kanaal naar Beverlo
- Kanaal Dessel-Kwaadmechelen
- Zuid-Willemsvaart
- Kanaal Briegden-Neerharen
- Zeekanaal Brussel-Schelde
- Kanaal Charleroi-Brussel
- Kanaal Leuven - Dijle
- Netekanaal
- Ringvaart (Gent)
- Kanaal Gent-Terneuzen
- Kanaal Bossuit-Kortrijk
- Kanaal Roeselare - Leie
- Afleidingskanaal van de Leie
- Kanaal Gent-Brugge
- Kanaal Brugge-Oostende
- Boudewijnkanaal
- Kanaal van Eeklo
- Kanaal Nieuwpoort - Duinkerke
- Lovaart
- Kanaal Ieper - IJzer
- Kanaal Plassendale-Nieuwpoort
- Ourthekanaal
- Kanaal van Monsin
- Kanaal van Haccourt naar Wezet
- Kanaal van Ternaaien
- Centrumkanaal
- Kanaal Nimy-Blaton-Péronnes
- Kanaal Blaton-Aat
- Kanaal Pommeroeul-Condé
- Spierekanaal